# Saleh Kebzabo

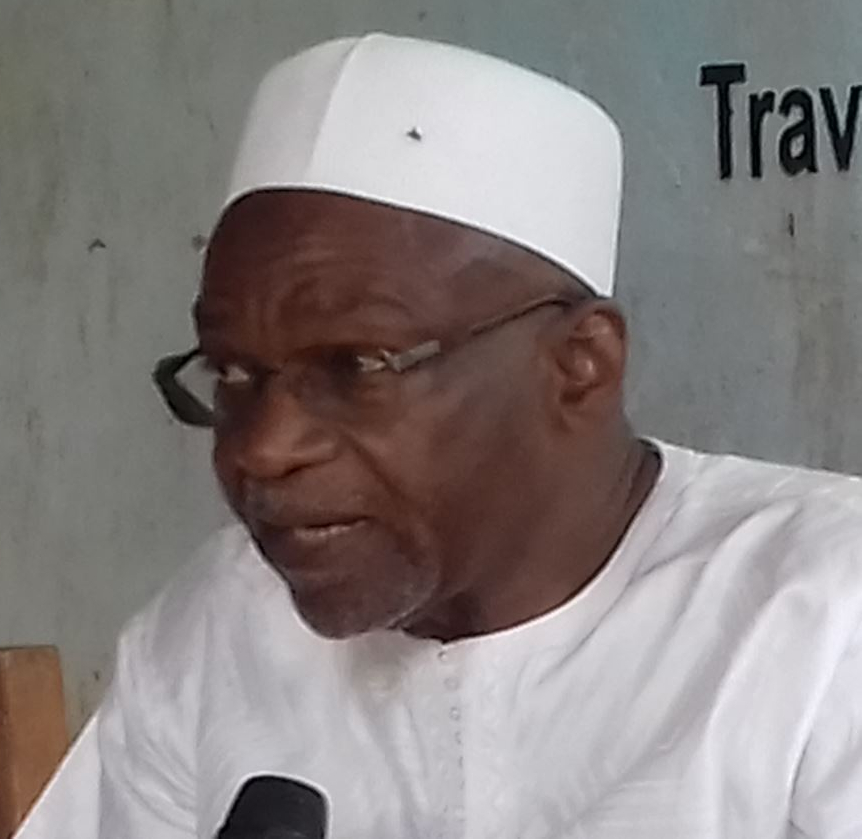
Saleh Kebzabo, 2016

Saleh Kebzabo (arabisch صالح كبزابو, * 27. März 1947 in Léré) ist ein Politiker aus dem Tschad, der mehrmals Minister sowie 1996 und 2001 Kandidat der Nationalen Union für Demokratie und Erneuerung UNDR (Union nationale pour la démocratie et le renouveau) für das Amt des Staatspräsidenten war. Von Oktober 2022 bis Januar 2024 war er Premierminister und damit Regierungschef.

## Leben
Kebzabo bekleidete 1993 das Amt als Minister für Handel und industrielle Entwicklung in der Regierung von Premierminister Fidèle Moungar.
Bei der Präsidentschaftswahl am 2. Juni 1996 kandidierte er für die Union nationale pour la démocratie et le renouveau (UNDR) für das Amt des Staatspräsidenten. Mit 199.691 Stimmen (8,61 Prozent) belegte er nach dem Kandidaten der Patriotischen Wohlfahrtsbewegung MPS, Idriss Déby (1.016.277 Stimmen, 43,82 Prozent), und dem Bewerber der Union für Erneuerung und Demokratie (URD), Wadel Abdelkader Kamougué (287.512 Stimmen, 12,39 Prozent) zwar den dritten Platz unter 15 Bewerbern, verpasste aber die Stichwahl der zwei Bestplatzierten deutlich.
In der Regierung von Premierminister Koibla Djimasta fungierte er als Nachfolger von Ahmat Abderahmane Haggar 1996 bis zu seiner Ablösung durch Mahamat Saleh Annadif 1997 als Außenminister. In der darauf folgenden Regierung von Premierminister Nassour Guelendouksia Ouaido war Kebzabo zunächst zwischen Mai 1997 und 1998 Minister für öffentliche Arbeiten, Verkehr, Wohnungsbau und Stadtentwicklung sowie anschließend 1998 zeitweise Minister für Bergbau, Energie und Öl. In der darauf folgenden Regierung von Premierminister Nagoum Yamassoum bekleidete er von 1999 bis 2001 das Amt des Landwirtschaftsministers.
Bei der Präsidentschaftswahl am 20. Mai 2001 kandidierte Kebzabo erneut für die UNDR für das Amt des Staatspräsidenten und belegte auch diesmal mit 169.917 Stimmen (7 Prozent) abermals den dritten Platz unter diesmal sieben Kandidaten. Er lag damit hinter dem amtierenden Präsidenten Idriss Déby, der für die MPS mit 1.533.509 Stimmen (63,17 Prozent) bereits im ersten Wahlgang die absolute Mehrheit erhielt. Zweitplatzierter wurde der Bewerber der FAR (Fédération, action pour la république), Ngarlejy Yorongar, auf den 396.864 Wählerstimmen (16,35 Prozent) entfielen.
Kebzabo, der in der Legislaturperiode von 2009 bis 2014 für den Tschad auch Mitglied des Panafrikanischen Parlaments war, bewarb sich zunächst auch für die Präsidentschaftswahl im Tschad 2011, zog seine Kandidatur für die Wahl am 25. April 2011 aber am 25. März 2011 zurück.
Im Oktober 2022 wurde Saleh Kebzabo von Mahamat Idris Déby zum Premierminister des Tschad ernannt.